# Deux de couple poids légers féminin aux Jeux olympiques d'été de 2012
Navigation
Pékin 2008 Rio de Janeiro 2016
L'épreuve féminine du deux de couple poids légers des Jeux olympiques d'été 2012 de Londres s'est déroulé sur le Dorney Lake du 29 juillet au 4 août 2012.

## Horaires
Les temps sont donnés en Western European Summer Time (UTC+1)
| Date                     | Temps           | Série          |
| ------------------------ | --------------- | -------------- |
| Dimanche 29 juillet 2012 | 10 h 20-10 h 50 | Qualifications |
| Mardi 31 juillet 2012    | 9 h 50-10 h 10  | Repêchages     |
| Jeudi 2 août 2012        | 10 h 30-10 h 50 | Demi-finale    |
| Samedi 4 août 2012       | 10 h 00-10 h 10 | Finale C       |
| Samedi 4 août 2012       | 10 h 40-10 h 50 | Finale B       |
| Samedi 4 août 2012       | 11 h 50-12 h 00 | Finale A       |

## Médaillés
| Or                                                | Argent                         | Bronze                                        |
| Grande-Bretagne Katherine Copeland Sophie Hosking | Chine Xu Dongxiang Huang Wenyi | Grèce Christina Giazitzidou Alexandra Tsiavou |

## Résultats

### Qualifications

#### Qualifications 1
| Rang | Rameuses                            | Pays             | Temps         | Notes            |
| ---- | ----------------------------------- | ---------------- | ------------- | ---------------- |
| 1    | Sophie Hosking Katherine Copeland   | Grande-Bretagne  | 6 min 56 s 97 | Demi-finales A/B |
| 2    | Anne Lolk Thomsen Juliane Rasmussen | Danemark         | 6 min 59 s 94 | Demi-finales A/B |
| 3    | Louise Ayling Julia Edward          | Nouvelle-Zélande | 7 min 02 s 78 | Repêchage        |
| 4    | Yaima Velázquez Yoslaine Dominguez  | Cuba             | 7 min 12 s 99 | Repêchage        |
| 5    | Maria Rohner Milka Kraljev          | Argentine        | 7 min 33 s 37 | Repêchage        |
| 6    | Sara Mohamed Baraka Fatma Rashed    | Égypte           | 7 min 45 s 23 | Repêchage        |

#### Qualifications 2
| Rang | Rameuses                                | Pays       | Temps         | Notes            |
| ---- | --------------------------------------- | ---------- | ------------- | ---------------- |
| 1    | Christina Giazitzidou Alexandra Tsiavou | Grèce      | 7 min 03 s 66 | Demi-finales A/B |
| 2    | Bronwen Watson Hannah Every-Hall        | Australie  | 7 min 05 s 30 | Demi-finales A/B |
| 3    | Kristin Hedstrom Julie Nichols          | États-Unis | 7 min 08 s 46 | Repêchage        |
| 4    | Rianne Sigmond Maaike Head              | Pays-Bas   | 7 min 10 s 49 | Repêchage        |
| 5    | Lindsay Jennerich Patricia Obee         | Canada     | 7 min 10 s 89 | Repêchage        |
| 6    | Luana de Assis Fabiana Beltrame         | Brésil     | 7 min 34 s 37 | Repêchage        |

#### Qualifications 3
| Rang | Rameuses                      | Pays         | Temps         | Notes            |
| ---- | ----------------------------- | ------------ | ------------- | ---------------- |
| 1    | Xu Dongxiang Huang Wenyi      | Chine        | 7 min 15 s 57 | Demi-finales A/B |
| 2    | Lena Müller Anja Noske        | Allemagne    | 7 min 19 s 24 | Demi-finales A/B |
| 3    | Atsumi Fukumoto Akiko Iwamoto | Japon        | 7 min 30 s 29 | Repêchage        |
| 4    | Kim Myung-Shin Kim Sol-Ji     | Corée du Sud | 7 min 31 s 98 | Repêchage        |
| 5    | Pham Thi Hai Pham Thi Thao    | Viêt Nam     | 7 min 50 s 06 | Repêchage        |

### Repêchages
Les trois premiers se qualifient pour les demi-finales, les autres pour la finale C. 

#### Repêchages 1
| Rang | Rameuses                         | Pays             | Temps         | Notes |
| ---- | -------------------------------- | ---------------- | ------------- | ----- |
| 1    | Rianne Sigmond Maaike Head       | Pays-Bas         | 7 min 19 s 26 | Q     |
| 2    | Louise Ayling Julia Edward       | Nouvelle-Zélande | 7 min 19 s 26 | Q     |
| 3    | Atsumi Fukumoto Akiko Iwamoto    | Japon            | 7 min 23 s 79 | Q     |
| 4    | Luana de Assis Fabiana Beltrame  | Brésil           | 7 min 27 s 46 |       |
| 5    | Pham Thi Hai Pham Thi Thao       | Viêt Nam         | 7 min 37 s 64 |       |
| 6    | Sara Mohamed Baraka Fatma Rashed | Égypte           | 7 min 54 s 01 |       |

#### Repêchages 2
| Rang | Rameuses                           | Pays         | Temps         | Notes |
| ---- | ---------------------------------- | ------------ | ------------- | ----- |
| 1    | Kristin Hedstrom Julie Nichols     | États-Unis   | 7 min 13 s 82 | Q     |
| 2    | Lindsay Jennerich Patricia Obee    | Canada       | 7 min 13 s 82 | Q     |
| 3    | Yaima Velázquez Yoslaine Dominguez | Cuba         | 7 min 19 s 33 | Q     |
| 4    | Kim Myung-Shin Kim Sol-Ji          | Corée du Sud | 7 min 27 s 95 |       |
| 5    | Maria Rohner Milka Kraljev         | Argentine    | 7 min 40 s 72 |       |

### Demi-finales

#### Demi-finales 1
| Rang | Rameuses                                | Pays             | Temps         | Notes |
| ---- | --------------------------------------- | ---------------- | ------------- | ----- |
| 1    | Katherine Copeland Sophie Hosking       | Grande-Bretagne  | 7 min 05 s 90 | Q     |
| 2    | Christina Giazitzidou Alexandra Tsiavou | Grèce            | 7 min 09 s 01 | Q     |
| 3    | Lena Müller Anja Noske                  | Allemagne        | 7 min 10 s 16 | Q     |
| 4    | Kristin Hedstrom Julie Nichols          | États-Unis       | 7 min 12 s 61 |       |
| 5    | Louise Ayling Julia Edward              | Nouvelle-Zélande | 7 min 15 s 06 |       |
| 6    | Yaima Velasquez Yoslaine Dominguez      | Cuba             | 7 min 21 s 86 |       |

#### Demi-finales 2
| Rang | Rameuses                            | Pays      | Temps         | Notes |
| ---- | ----------------------------------- | --------- | ------------- | ----- |
| 1    | Dongxiang Xu Wenyi Huang            | Chine     | 7 min 10 s 39 | Q     |
| 2    | Anne Lolk Thomsen Juliane Rasmussen | Danemark  | 7 min 10 s 93 | Q     |
| 3    | Bronwen Watson Hannah Every-Hall    | Australie | 7 min 12 s 35 | Q     |
| 4    | Lindsay Jennerich Patricia Obee     | Canada    | 7 min 14 s 83 |       |
| 5    | Rianne Sigmond Maaike Head          | Pays-Bas  | 7 min 19 s 31 |       |
| 6    | Atsumi Fukumoto Akiko Iwamoto       | Japon     | 7 min 34 s 23 |       |

### Finales

#### Finale C
| Rang | Rameuses                         | Pays         | Temps         | Notes |
| ---- | -------------------------------- | ------------ | ------------- | ----- |
| 1    | Luana de Assis Fabiana Beltrame  | Brésil       | 7 min 41 s 43 |       |
| 2    | Kim Myung-Shin Kim Sol-Ji        | Corée du Sud | 7 min 44 s 03 |       |
| 3    | Maria Rohner Milka Kraljev       | Argentine    | 7 min 44 s 62 |       |
| 4    | Pham Thi Hai Pham Thi Thao       | Viêt Nam     | 7 min 51 s 82 |       |
| 5    | Sara Mohamed Baraka Fatma Rashed | Égypte       | 8 min 14 s 17 |       |

#### Finale B
| Rang | Rameuses                           | Pays             | Temps         | Notes |
| ---- | ---------------------------------- | ---------------- | ------------- | ----- |
| 1    | Lindsay Jennerich Patricia Obee    | Canada           | 7 min 17 s 24 |       |
| 2    | Rianne Sigmond Maaike Head         | Pays-Bas         | 7 min 20 s 36 |       |
| 3    | Louise Ayling Julia Edward         | Nouvelle-Zélande | 7 min 22 s 78 |       |
| 4    | Yaima Velasquez Yoslaine Dominguez | Cuba             | 7 min 23 s 25 |       |
| 5    | Kristin Hedstrom Julie Nichols     | États-Unis       | 7 min 23 s 31 |       |
| 6    | Atsumi Fukumoto Akiko Iwamoto      | Japon            | 7 min 32 s 12 |       |

#### Finale A
| Rang                                | Rameuses                                | Pays            | Temps         | Notes |
| ----------------------------------- | --------------------------------------- | --------------- | ------------- | ----- |
| Médaille d'or, Jeux olympiques      | Katherine Copeland Sophie Hosking       | Grande-Bretagne | 7 min 09 s 30 |       |
| Médaille d'argent, Jeux olympiques  | Dongxiang Xu Wenyi Huang                | Chine           | 7 min 11 s 93 |       |
| Médaille de bronze, Jeux olympiques | Christina Giazitzidou Alexandra Tsiavou | Grèce           | 7 min 12 s 09 |       |
| 4                                   | Anne Lolk Thomsen Juliane Rasmussen     | Danemark        | 7 min 15 s 53 |       |
| 5                                   | Bronwen Watson Hannah Every-Hall        | Australie       | 7 min 20 s 68 |       |
| 6                                   | Lena Müller Anja Noske                  | Allemagne       | 7 min 22 s 18 |       |

## Sources
- Site officiel de Londres 2012
- (en) Site de la fédération internationale d'aviron
- (en) Programme des compétitions